# جاموون دونگ
جاموون دونگ (انگلیسی: Jamwon-dong، به کره‌ای: 잠원동) یک محله در ناحیه سئوچو، سئول، کره جنوبی است. جاموون دونگ به خاطر درختان توت و کرم‌های ابریشمش که از پیله آن برای تولید پارچه برای لباس استفاده می‌شود، محبوب است.